# Omicron Virginis
Omicron Virginis (otta Vir, otta Virginis) là một ngôi sao trong đường hoàng đạo của chòm sao Xử Nữ. Nó có thể nhìn thấy bằng mắt thường với cường độ thị giác biểu kiến là +4,12. Dựa trên các phép đo thị sai, nó cách khoảng 163 năm ánh sáng từ mặt trời.
Virgin Virgin là một ngôi sao khổng lồ loại G với sự phân loại thiên hà là G8 IIIa CN-1Ba1CH1. Điều này chỉ ra rằng đó là một ngôi sao Barium. Điển hình là các ngôi sao Barium là các sao đôi gần với một ngôi sao lùn trắng, nhưng không có ngôi sao đồng hành nào được phát hiện cho Virginis. Nó đã được đề xuất rằng một dòng phát thải SiIV dư thừa là do một ngôi so bạn lùn trắng vẫn chưa được nhìn thấy.
Virgin là một ngôi sao khổng lồ lớn hơn mặt trời hàng chục lần. Mặc dù nó mát hơn một chút, nhưng nó tỏa ra khoảng 60-132 lần độ sáng của Mặt trời. Nó lớn gấp đôi mặt trời và khoảng một tỷ năm tuổi. Một phân tích thống kê đơn giản cho thấy rằng Virginis có khả năng là một ngôi sao nhánh khổng lồ đỏ nung chảy hydro trong vỏ bao quanh lõi helium trơ, nhưng có khoảng 22% khả năng đó là một ngôi sao nhánh ngang hợp nhất helium trong lõi của nó.